# WordWorld
WordWorld es una serie preescolar ganadora de tres premios Emmy, también una iniciativa de alfabetización para niños de 3 a 7 años. El programa es un atractivo mundial masivo, transmitido en 10 idiomas y 90 países. La serie de televisión, los personajes y productos relacionados fueron creados por Don Moody y Jacqueline Moody. En cada episodio de WordWorld, los personajes de la serie se embarcan en una serie de aventuras, donde la única manera de salvar el día es armar una palabra. La novedad del programa es que cuando una palabra se construye correctamente, se transforma en lo que representa, lo que da sentido al aprendizaje de palabras y hace del aprender a leer una experiencia lúdica y entretenida para los niños. WordWorld es una ciudad donde todo está hecho de palabras y la diversión manda. A través de entrañables y divertidos personajes, WordWorld fomenta el amor por las palabras y la lectura en los niños. El éxito de la serie de televisión ha sido trasladado a populares aplicaciones móviles, juegos de internet, juguetes de peluche, entre otros.
WordWorld ofrece un programa integral que ayuda a los niños a desarrollar las habilidades de alfabetización básicas necesarias para leer en los países angloparlantes, mientras que en Latinoamérica y otras regiones, el propósito de WordWorld es introducir el idioma inglés en los niños a partir del aprendizaje de palabras en dicho idioma.

## El programa
WordWorld es transmitido en 10 idiomas y en 90 países. Fue estrenado el 8 de septiembre de 2007 por PBS Kids, TV Ontario y Star Utsav actualmente está en su tercera temporada. Por lo general se clasifica como uno de los cinco primeros programas infantiles en todos los organismos de radiodifusión a nivel mundial.
WordWorld es transmitido por la PBS en los Estados Unidos, TVOKids en Canadá, Star Utsav en la India hasta 2011, Discovery Kids en América Latina hasta 2013, Clan TVE en España, Canal 9 en Argentina, Paravisión en Paraguay, TV Perú en Perú hasta 2013, TVN en Chile, Señal Colombia en Colombia, Canal 5 en México, Teledoce en Uruguay hasta 2015 y Venevisión en Venezuela hasta 2014.

## Fines didácticos
El objetivo principal del programa en los países angloparlantes es la alfabetización, con una metodología basada en el National Reading Panel Enseñando a los niños a leer (2000), con las aportaciones de otros grupos y expertos. El programa tiene como objetivo centrarse en la fonética sensibilidad y conocimiento de las letras, comprensión de lectura (incluyendo desarrollo del vocabulario) y las habilidades socio-emocionales. Por otro lado, en Latinoamérica y otras regiones de habla no inglesa en donde es transmitido, el fin de WordWorld es el aprendizaje del idioma inglés. Con la asesoría de la pedágoga y experta en enseñanza de dicho idioma Mónica Fuhrken, el programa ha sido doblado al español manteniendo partes en inglés, como la canción de apertura.
WordWorld fue desarrollado para la televisión por el ganador del Premio Emmy Olexa Hewryk, Moody Don, y Delna Bhesenia. Moody y Bhesenia fue inspirado originalmente por un estudio en el que dedujo que los niños tienden a prestar menos atención a las palabras, si hay un personaje en la pantalla al mismo tiempo, lo que motivó la fundación de WordWorld, LLC. De acuerdo con Moody, los personajes de WordWorld físicamente se parecen a las letras que componen su nombre, lo que puede hacer que los niños prestan más atención a las palabras. "Si los niños quieren ver al personaje, a continuación, las palabras tienen que ser el personaje", dijo.

## Personajes principales

### Temporada 1
1. * Dog
2. * Sheep
3. * Frog
4. * Pig
5. * Duck
6. * Bear
7. * Ant
8. * Shark
9. * The Bugs son Fly, Bug y Bee